# Diademyuhina
Diademyuhina (Parayuhina diademata) är en asiatisk fågel i familjen glasögonfåglar inom ordningen tättingar.

## Utseende och läten
Diademyuhinan är en relativt stor (14,5–18 cm), gråbrun och långstjärtad yuhina med mörk tofs. Karakteristiskt är den breda vita fläcken i nacken. Även undergumpen är vit, medan ansiktet är något mörkare grå än resten av kroppen och örontäckarna vitstreckade. Bland lätena hörs ett dämpat och oroligt ljud, återgett på engelska som "wi wrrr'i wi wrrr'i".

## Utbredning och systematik
Diademyuhinan förekommer i bergstrakter i sydvästra Kina till sydöstra Myanmar och nordvästra Tonkin. Den behandlas antingen som monotypisk eller delas in i två underarter med följande utbredning:
- Yuhina diademata ampelina – nordöstra Myanmar, södra Kina och norra Vietnam
- Yuhina diademata diademata – centrala Kina

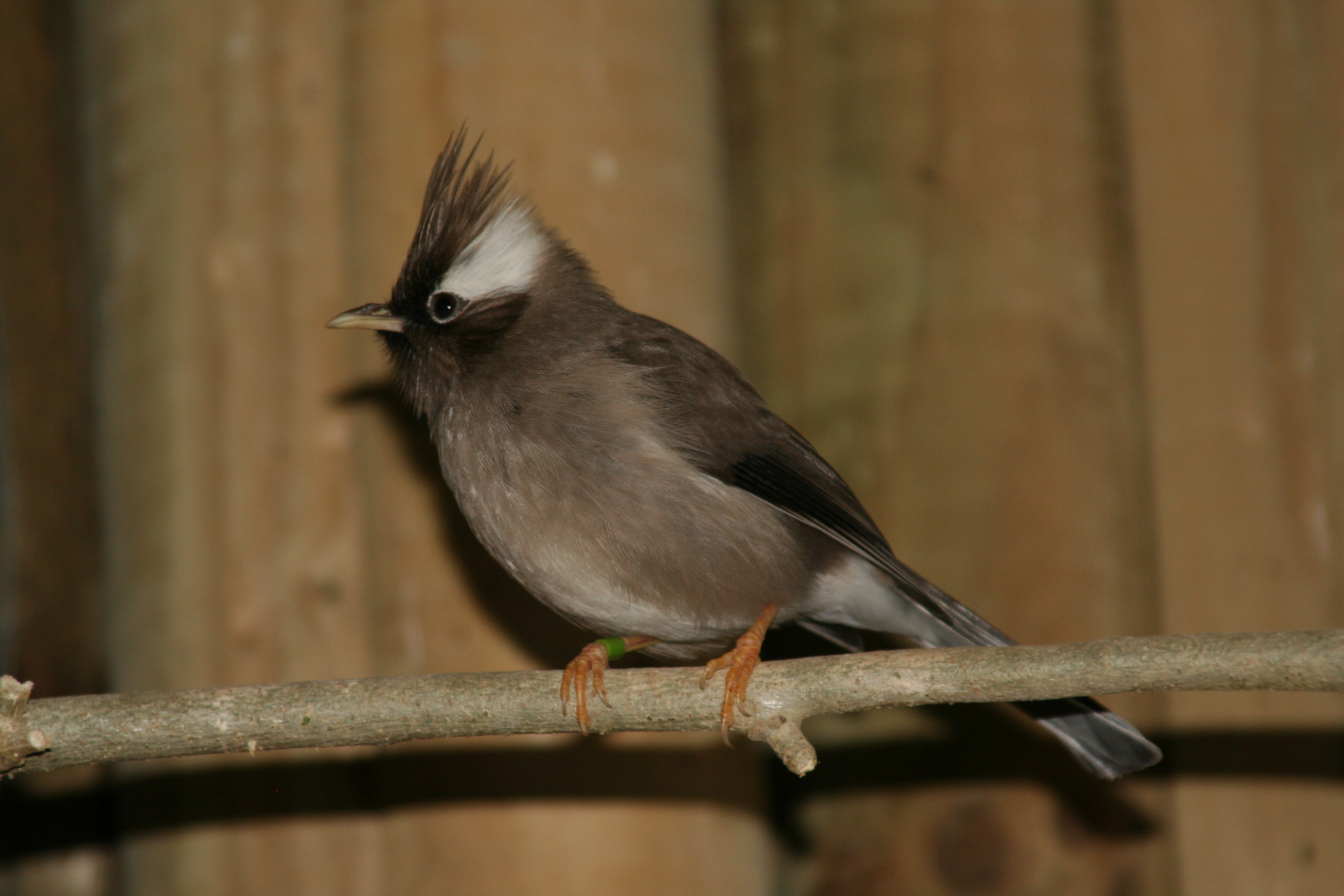

### Släktskap
Yuhinorna behandlades tidigare som en del av familjen timalior, men är närmare släkt med glasögonfåglarna och förs numera till den familjen. Traditionellt placeras yuhinorna i släktet Yuhina, men DNA-studier från 2018 visar att de inte är varandras närmaste släktingar. Diademyuhinan intar en särposition som systerart till resten av hela familjen glasögonfåglar. Författarna till studien rekommenderar att arten förs till ett eget för ändamålet nyskapat släkte med namnet Parayuhina.

## Levnadssätt
Diademyuhinan förekommer i öppen städsegrön skog, ungskog och teplantage på mellan 1675 och 2745 meters höjd, vintertid ibland ner till 1250. Fågeln häckar i april och maj. Den placerar sitt skålformade bo i ett sly eller lågt i vegetationen, mellan 2 dm och 1,5 m ovan mark. Däri lägger den två till tre vita eller blekt grönblå fläckade ägg. Den födosöker i par eller smågrupper på jakt efter insekter som skalbaggar, men även småfrön och nektar från rhododendron.

## Status och hot
Arten har ett stort utbredningsområde, men tros minska i antal, dock inte tillräckligt kraftigt för att den ska betraktas som hotad. Internationella naturvårdsunionen IUCN listar arten som livskraftig (LC). Världspopulationen har inte uppskattats men den beskrivs som vanlig till mycket vanlig i Kina och lokalt ganska vanlig i Myanmar och Vietnam.